# Caledoniscincus chazeaui
Caledoniscincus chazeaui är en ödleart som beskrevs av  Ross A. Sadlier BAUER och COLGAN 1999. Caledoniscincus chazeaui ingår i släktet Caledoniscincus och familjen skinkar. IUCN kategoriserar arten globalt som starkt hotad. Inga underarter finns listade.